# Plecturocebus ornatus
Plecturocebus ornatus é uma espécie de guigó ou sauá, uma Macaco do Novo Mundo da família Pitheciidae e subfamília Callicebinae, endêmico da Colômbia.